# Bạch Ngân
Bạch Ngân (tiếng Trung: 白银市, bính âm: Báiyín; Hán-Việt: Bạch Ngân thị) là một địa cấp thị thuộc tỉnh Cam Túc, Cộng hòa Nhân dân Trung Hoa. Địa cấp thị này có diện tích 21.200 km², trong đó 3.478 km² là đô thị.

## Phân chia hành chính
Bạch Ngân có các đơn vị hành chính gồm 2 quận, 3 huyện, 64 hương, 18 trấn, 8 nhai đạo, 79 Ủy ban dân cư và 816 Ủy ban thôn với dân số 1.746.900 người.
- Quận:
  - Bạch Ngân
  - Bình Xuyên
- Huyện:
  - Hội Ninh
  - Tĩnh Viễn
  - Cảnh Thái

## Địa lý và khí hậu
Bạch Ngân một phần là cao nguyên hoàng thổ, một phần là sa mạc. Độ cao trong khoảng từ 1.275 tới 3.321 m trên mực nước biển. Khí hậu cực kỳ khô cằn với lượng giáng thủy hàng năm chỉ đạt 110–352 mm. Lượng nước bốc hơi hàng năm trung bình đạt 2.100 mm làm cho lượg nước hao hụt mỗi năm đạt 1.800 mm. Sông Hoàng Hà chảy qua địa phận địa cấp thị này từ phía bắc xuống phía nam trên một đoạn dài 214 km.